# Linsenfliege
Die Linsenfliege (Thyreophora cynophila), auch als Hundefliege bezeichnet, ist eine Fliegenart aus der Familie der Käsefliegen (Piophilidae). Sie galt 160 Jahre als ausgestorben, bevor sie Ende 2009 wiederentdeckt wurde (Lazarustaxon).

## Beschreibung
Die Linsenfliege erreicht eine Größe von ca. 10 mm. Der große angeschwollene Kopf ist hell orangerot und phosphoreszierend. Der Körper ist metallisch blau. Die Flügel zeigen je zwei dunkle Punkte.

## Lebensweise
Die Linsenfliege lebt an dunklen Plätzen und war häufig im Herbst an den Kadavern von großen Haus- und Nutztieren wie Hunden, Maultieren und Pferden anzutreffen.

## Verbreitung und Status
Ursprünglich wurde Mitteleuropa, insbesondere Deutschland, Frankreich, die Schweiz und Österreich als Hauptverbreitungsgebiet vermutet. 50 Jahre nach der Beschreibung durch den deutschen Entomologen Georg Panzer im Jahre 1798 war die Art zuletzt in der Nähe von Paris gesichtet worden. Ihr Verschwinden war vermutlich auf die Änderungen in der Nutztierhaltung und der Kadaverbeseitigung während der Industriellen Revolution zurückzuführen. Ende 2009 entdeckte ein Amateurfotograf im spanischen Naturpark Sierra de Cebollera in La Rioja eine unbekannte Fliegenart, die er zunächst für eine tropische Spezies hielt. Im August 2010 fand ein spanisches Team im selben Nationalpark weitere Exemplare und bestätigte die Wiederentdeckung der Linsenfliege.